# Нигростриарный путь
Нигростриарный (нигростриатный, нигростриальный) путь (система, тракт) — один из трёх основных дофаминергических нервных путей мозга, соединяющий чёрную субстанцию (substantia nigra) и вентральную область покрышки среднего мозга со стриатумом. Участвует в инициации двигательной активности, являясь частью системы под названием моторная петля базальных ганглиев.
Нигростриарный путь является самым мощным в дофаминергической системе мозга; аксонами его нейронов выделяется около 80 % мозгового дофамина. В экстрапирамидной системе дофамин играет роль стимулирующего нейромедиатора, способствующего повышению двигательной активности, уменьшению двигательной заторможенности и скованности, снижению гипертонуса мышц. Физиологическими антагонистами дофамина в экстрапирамидной системе являются ацетилхолин и ГАМК.
При болезни Паркинсона в чёрной субстанции происходит потеря дофаминергических нейронов, что приводит к снижению активности данного нервного пути. Симптомы болезни проявляются лишь после угасания 80—90 % дофаминергической активности.
С угнетением дофаминергической передачи в нигростриарной системе (блокадой дофаминовых Д2-рецепторов) при использовании антипсихотических средств (нейролептиков) связывают развитие экстрапирамидных побочных эффектов: паркинсонизма, дистонии, акатизии, поздней дискинезии и др.

## Другие дофаминергические пути
К другим дофаминергическим системам относят:
- мезолимбический путь
- мезокортикальный путь
- тубероинфундибулярный путь

Кроме того, в некоторых источниках выделяют инцертогипоталамический, диенцефалоспинальный и ретинальный тракты.